# Olimpiada szachowa 1974
W 1974 r. rozegrano dwie olimpiady szachowe: w Nicei (mężczyźni) oraz w Medellín (kobiety).

## 21. olimpiada szachowa mężczyzn
Nicea, 6–30 czerwca 1974 r.

Wyniki końcowe finałów A i B (74 drużyny, eliminacje w ośmiu grupach + pięć finałów, system kołowy).
| Miejsce           | Kraj              | Punkty |
| ----------------- | ----------------- | ------ |
| Finał A (15 rund) |                   |        |
| 1                 | ZSRR              | 46     |
| 2                 | Jugosławia        | 37½    |
| 3                 | Stany Zjednoczone | 36½    |
| 4                 | Bułgaria          | 36½    |
| 5                 | Holandia          | 35½    |
| 6                 | Węgry             | 35     |
| 7                 | RFN               | 32     |
| 8                 | Rumunia           | 29½    |
| 9                 | Czechosłowacja    | 29½    |
| 10                | Anglia            | 26     |
| 11                | Filipiny          | 25½    |
| 12                | Hiszpania         | 25½    |
| 13                | Szwecja           | 25     |
| 14                | Argentyna         | 23½    |
| 15                | Finlandia         | 22     |
| 16                | Walia             | 14½    |

| Miejsce           | Kraj       | Punkty |
| ----------------- | ---------- | ------ |
| Finał B (15 rund) |            |        |
| 17                | Izrael     | 40½    |
| 18                | Austria    | 38½    |
| 19                | Włochy     | 38     |
| 20                | Kolumbia   | 32½    |
| 21                | Norwegia   | 32     |
| 22                | Islandia   | 32     |
| 23                | Polska     | 32     |
| 24                | Kanada     | 31     |
| 25                | Kuba       | 31     |
| 26                | Dania      | 31     |
| 27                | Szwajcaria | 29     |
| 28                | Francja    | 27     |
| 29                | Szkocja    | 25½    |
| 30                | Belgia     | 23     |
| 31                | Portugalia | 19½    |
| 32                | Tunezja    | 17½    |

| Miejsce | Medaliści + skład reprezentacji Polski                                                                    |
| ------- | --- |
| 1       | Anatolij Karpow, Wiktor Korcznoj, Borys Spasski, Tigran Petrosjan, Michaił Tal, Giennadij Kuźmin          |
| 2       | Svetozar Gligorić, Ljubomir Ljubojević, Borislav Ivkov, Albin Planinc, Dragoljub Velimirović, Bruno Parma |
| 3       | Lubomir Kavalek, Robert Byrne, Walter Browne, Samuel Reshevsky, William Lombardy, James Tarjan            |
|         | Włodzimierz Schmidt, Zbigniew Doda, Krzysztof Pytel, Jerzy Kostro, Jan Adamski, Jerzy Pokojowczyk         |

## 6. olimpiada szachowa kobiet
Medellín, 15 września–7 października 1974 r.

Wyniki końcowe finałów A i B (26 drużyn, eliminacje w pięciu grupach + trzy finały, system kołowy).
| Miejsce          | Kraj           | Punkty |
| ---------------- | -------------- | ------ |
| Finał A (9 rund) |                |        |
| 1                | ZSRR           | 13½    |
| 2                | Rumunia        | 13½    |
| 3                | Bułgaria       | 13     |
| 4                | Węgry          | 13     |
| 5                | Holandia       | 9½     |
| 6                | Czechosłowacja | 9      |
| 7                | Jugosławia     | 7½     |
| 8                | Anglia         | 4      |
| 9                | RFN            | 4      |
| 10               | Kanada         | 3      |

| Miejsce          | Kraj              | Punkty |
| ---------------- | ----------------- | ------ |
| Finał B (9 rund) |                   |        |
| 11               | Hiszpania         | 13½    |
| 12               | Izrael            | 13½    |
| 13               | Brazylia          | 11     |
| 14               | Stany Zjednoczone | 10½    |
| 15               | Szwecja           | 9½     |
| 16               | Austria           | 8½     |
| 17               | Kolumbia          | 8      |
| 18               | Finlandia         | 6      |
| 19               | Japonia           | 5      |
| 20               | Irlandia          | 4½     |

| Miejsce | Medalistki                                                       |
| ------- | ---------------------------------------------------------------- |
| 1       | Nona Gaprindaszwili, Nana Aleksandria, Irina Lewitina            |
| 2       | Elisabeta Polihroniade, Gertrude Baumstark, Margareta Teodorescu |
| 3       | Tatiana Lemaczko, Antonina Georgiewa, Wenka Asenowa              |